# Полибий
Поли́бий (др.-греч. Πολύβιος, лат. Polybius; ок. 200 до н. э., Мегалополь, Аркадия — ок. 120 до н. э., там же) — древнегреческий историк, государственный деятель и военачальник, автор «Всеобщей истории» («Истории») в 40 томах, охватывающих события в Риме, Греции, Македонии, Малой Азии и в других регионах с 220 до н. э. по 146 до н. э. Из книг «Истории» полностью сохранились только первые 5, остальные дошли в более или менее подробных изложениях.
Один из основателей традиции изучения смешанного правления в западной политической философии.

## Биография
Полибий происходил из знатного аристократического рода городской общины. Его отец Ликорт неоднократно занимал важнейшие должности в Ахейском союзе, куда входил Мегалополь: начальника союзной конницы и стратега, фактически обладавшего всей полнотой исполнительной власти в союзе, начальника вспомогательного войска союза, а также избирался в посольства. Полибий знал поэзию Гомера, в полемике с другими историками обращался к несохранившемуся произведению Аристотеля, содержавшему описание конституций 158 полисов. Отношение к религии выражено в его труде (Полибий, Всеобщая история, IV, 5—8; VI, 56, 6—9; X, 2, 10 —12; XI, 7; XIV, 2)[уточнить].
В 169 до н. э. Полибий был избран на пост союзного гиппарха. В это время он пытался наладить отношения с союзниками Рима, произносил речи в народном собрании, предпринял дипломатическую поездку в римский военный лагерь в Македонии с предложением военной помощи и т. д. Он служил гиппархом при римском полководце Луции Эмилии Павле, стоявшем во главе союзных римско-греческих войск, ведших войну с македонским царём Персеем, а после поражения последнего при Пидне в 168 до н. э. Полибий в числе тысячи знатных ахейцев был отправлен в Италию по обвинению в недостаточно активной поддержке римлян. По прибытии туда в 167 до н. э. его оставили в Риме — по желанию Эмилия Павла, сделавшего его наставником своих сыновей. С того времени Полибий вошёл в «кружок Сципиона». Имеется свидетельство о пребывании историка во главе исследовательской экспедиции в Египте, Александрии, Гадесе, Керне и Атлантическом океане. В 151 до н. э. Полибию удалось использовать своё влияние на Сципиона, чтобы добиться освобождения оставшихся в живых ахейцев. К моменту завершения Третьей Пунической войны Полибий вернулся из экспедиции и стал свидетелем падения Карфагена. В рассказе о полном разрушении города основное внимание он уделил Сципиону Эмилиану.
Примерно с 145 до н. э. Полибий принял участие в сенатской комиссии из 10 человек для политической реорганизации Греции. По ходатайству Полибия не были отправлены в Рим скульптурные изображения Ахея и Арата, он также отказался получить в дар от римлян конфискованное имущество лидеров антиримских выступлений и просил своих друзей не покупать ничего из этого. Деятельность Полибия была положительно оценена некоторыми слоями греческого общества, в отдельных городах ему воздавали высшие почести как при жизни, так и посмертно. По свидетельству Лукиана, Полибий, упав с лошади, заболел и умер в возрасте 82 лет.

## «Всеобщая история»

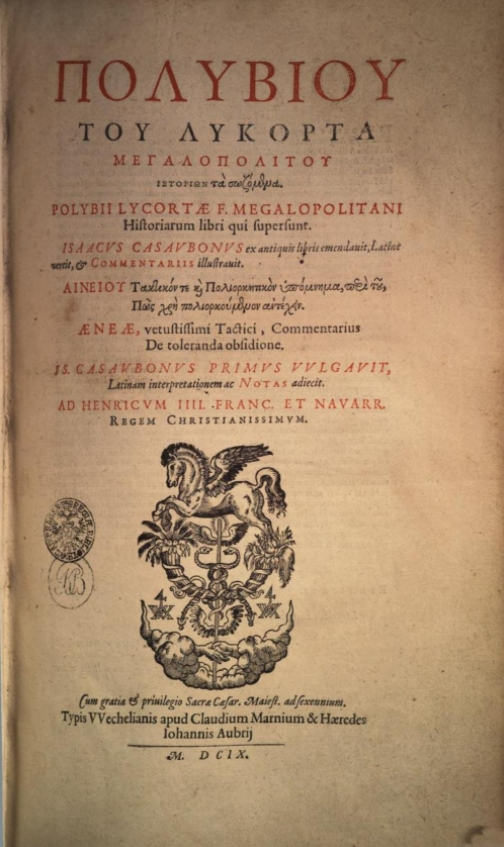
Титульный лист издания «Всеобщей истории», подготовленного Исааком Казобоном и посвящённого королю Генриху IV (1609)

Как отмечает БСЭ, «Полибий называл свою „Историю“ прагматической (др.-греч. pragmatikos — деловой, от др.-греч. pragma — дело), понимая под этим изложение в первую очередь событий политической и военной истории. Считая историю наставницей жизни, он видел главную задачу историка не в описании, а в объяснении событий, раскрытии причин явлений и их взаимосвязей».
Ещё Ливий часто использовал его, предпочитая даже анналистам; по его оценке, Полибий — «автор, заслуживающий большого уважения».
Комментарии к труду Полибия, до сих пор остающиеся лучшими, создал профессор Университета Ливерпуля Фрэнк Уильям Уолбэнк — «Исторический комментарий к Полибию» (A Historical Commentary on Polybius) в 3-х томах (1957, 1967, 1979).
Как отмечает проф. Э. Д. Фролов, называющий Полибия великим греческим историком, этот учёный древности «сводил исторический поиск к установлению и разграничению таких вполне реальных моментов, как повод, причина и начало событий, и вводил понятие судьбы (Tyche) лишь в тех случаях, когда от историка ускользала объективная связь явлений». По БСЭ, отношение к «судьбе» у Полибия «непоследовательно: то он считает, что она могущественна и неотвратима, то её роль в событиях совершенно отвергает».
А. П. Беликов указывает Полибия «следующим Фукидиду в принципах глубокого исследования явлений». Полибий описывал события хронологически, по олимпиадам, подражая в этом Тимею.

## Память
В 1935 году Международный астрономический союз присвоил имя Полибия кратеру на видимой стороне Луны.
Является одним из главных персонажей исторического романа А. И. Немировского «Полибий. Карфаген должен быть разрушен» (1995).